# 12188 Kalaallitnunaat
12188 Kalaallitnunaat è un asteroide della fascia principale. Scoperto nel 1978, presenta un'orbita caratterizzata da un semiasse maggiore pari a 2,2991166 UA e da un'eccentricità di 0,2309219, inclinata di 5,23169° rispetto all'eclittica.